# Gojūon
El gojūon (五十音) és un sistema japonès d'ordenació de kana. Gojū (五十) vol dir cinquanta, i on (音) vol dir so, de manera que gojūon significa ordre dels cinquanta sons. Malgrat el nom, només conté 46 sons comuns, més dos ja en desús.

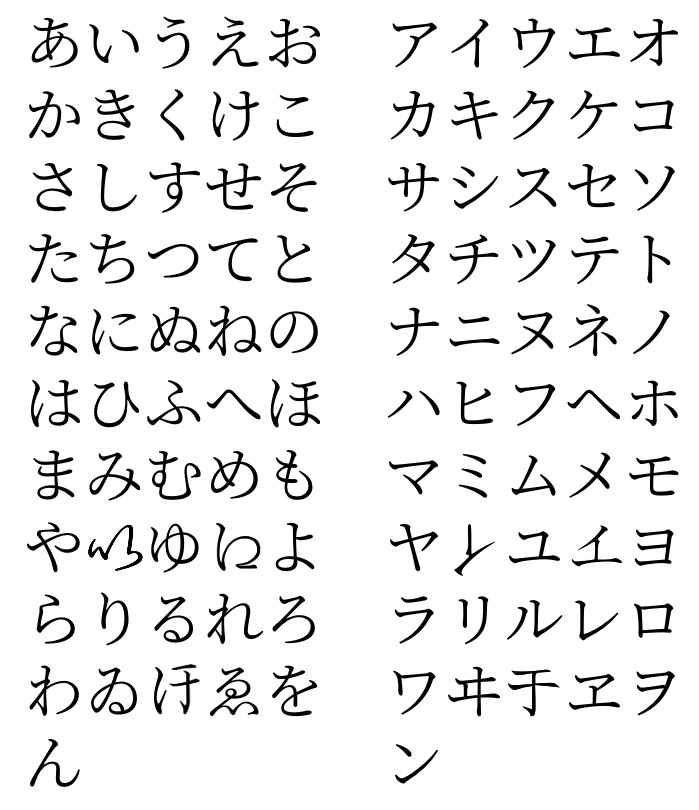
Sil·labari Kana ampliat

El gojūon conté tot el kana bàsic, però no inclou:
- versions de kana amb un dakuten com が o だ,
- kana més petit, com っ per a つ,
- kana amb ょ afegit;, les formes yōons, com きょ o しゃ.

L'ordre de gojūon és el sistema predominant per al japonès tal com s'utilitza al Japó. Per exemple, els diccionaris s'ordenen utilitzant aquest mètode. Altres sistemes utilitzats l'iroha, i, per als kanji, l'ordenació radical.

## Història
El gojūon és una invenció antiga. L'ordenació de les consonants en el gojūon s'origina a partir de l'ordre consonant del Sànscrit. El primer exemple d'una disposició d'estil de gojūon data del període 1004-1028. En canvi, el primer exemple de l'ordenació alternativa iroha és des del 1079.

## Taula
Aquesta taula utilitza el sistema de vertical d'escriptura japonesa, i hauria de ser llegida de dreta a l'esquerra. En cada entrada, la primera entrada és l'hiragana, la segona entrada és el katakana corresponent, la tercera entrada és la romanització Hepburn del kana, i la quarta entrada és la pronunciació segons l'Alfabet Fonètic Internacional (IPA). Si us plau vegeu Fonologia japonesa per a més detalls dels sons individuals. 	 
| -N                                                  | W-            | R-             | Y-            | M-             | H-            | N-             | T-             | S-             | K-             | ø           |    |
| --------------------------------------------------- | ------------- | -------------- | ------------- | -------------- | ------------- | -------------- | -------------- | -------------- | -------------- | ----------- | -- |
| ん ン n /N/ [ɴ] [m] [n] [ŋ] [ɲ] [ã] [ĩ] [ɯ̃] [ẽ] [õ] | わ ワ wa [ɰa] | ら ラ ra [ɾa]  | や ヤ ya [ja] | ま マ ma [ma]  | は ハ ha [ha] | な ナ na [na]  | た タ ta [ta]  | さ サ sa [sa]  | か カ ka [ka]  | あ ア a [a] | -A |
| ん ン n /N/ [ɴ] [m] [n] [ŋ] [ɲ] [ã] [ĩ] [ɯ̃] [ẽ] [õ] | ゐ¹ ヰ wi [i] | り リ ri [ɾʲi] |               | み ミ mi [mʲi] | ひ ヒ hi [çi] | に ニ ni [nʲi] | ち チ chi [ʨi] | し シ shi [ɕi] | き キ ki [kʲi] | い イ i [i] | -I |
| ん ン n /N/ [ɴ] [m] [n] [ŋ] [ɲ] [ã] [ĩ] [ɯ̃] [ẽ] [õ] |               | る ル ru [ɾɯ]  | ゆ ユ yu [jɯ] | む ム mu [mɯ]  | ふ フ fu [ɸɯ] | ぬ ヌ nu [nɯ]  | つ ツ tsu [ʦɯ̈] | す ス su [sɯ̈]  | く ク ku [kɯ]  | う ウ u [ɯ] | -U |
| ん ン n /N/ [ɴ] [m] [n] [ŋ] [ɲ] [ã] [ĩ] [ɯ̃] [ẽ] [õ] | ゑ¹ ヱ we [e] | れ レ re [ɾe]  |               | め メ me [me]  | へ ヘ he [he] | ね ネ ne [ne]  | て テ te [te]  | せ セ se [se]  | け ケ ke [ke]  | え エ e [e] | -E |
| ん ン n /N/ [ɴ] [m] [n] [ŋ] [ɲ] [ã] [ĩ] [ɯ̃] [ẽ] [õ] | を ヲ wo [o]  | ろ ロ ro [ɾo]  | よ ヨ yo [jo] | も モ mo [mo]  | ほ ホ ho [ho] | の ノ no [no]  | と ト to [to]  | そ ソ so [so]  | こ コ ko [ko]  | お オ o [o] | -O |

¹ Aquests kana ja no són d'ús comú.

## Ordenació
En l'ordenació basada en el gojuon, les versions més petites de kana es tracten de la mateixa manera que les versions de mida plena:
- el sokuon, el petit kana tsu, s'ordena de la mateixa manera que el tsu gran, i després d'ell. Per exemple, s'ordena:
まつ　まったく　まつば　まとう (matsu, mattaku, matsuba, matou)

- els caràcters petits yōon s'ordenen de la mateixa manera que els caràcters sencers, i abans d'ells. Per exemple, s'ordena:
きょ　きよ　きょい　きよい　きょう (kyo, kiyo, kyoi, kiyoi, kyou)

- Les versions sonores d'un kana (amb un dakuten) van després del kana de la seva versió sorda. Per exemple, s'ordena:
すすき　すずき　すずしい　すすむ (susuki, suzuki, suzushii, susumu).